# Lill-Toträsket
Lill-Toträsket är en sjö i Sorsele kommun i Lappland och ingår i Umeälvens huvudavrinningsområde. Sjön har en area på 0,15 kvadratkilometer och ligger 342,9 meter över havet.

## Delavrinningsområde
Lill-Toträsket ingår i det delavrinningsområde (722817-160025) som SMHI kallar för Utloppet av Tväråträsket. Medelhöjden är 348 meter över havet och ytan är 50,29 kvadratkilometer. Räknas de 7 avrinningsområdena uppströms in blir den ackumulerade arean 113,38 kvadratkilometer. Bjurbäcken som avvattnar avrinningsområdet har biflödesordning 3, vilket innebär att vattnet flödar genom totalt 3 vattendrag innan det når havet efter 246 kilometer. Avrinningsområdet består mestadels av skog (60 procent) och sankmarker (33 procent). Avrinningsområdet har 1,64 kvadratkilometer vattenytor vilket ger det en sjöprocent på 3,3 procent.